# Référendum de 1935 sur le statut de la Sarre
Pour le référendum de 1955 en Sarre, voir Référendum de 1955 sur le statut de la Sarre.
Le référendum sur le statut de la Sarre est une consultation qui a eu lieu dans le territoire du bassin de la Sarre le 13 janvier 1935. 
Plus de 90 % des électeurs sarrois ont opté pour la réunification avec l'Allemagne, 9 % pour le statu quo (territoire sous mandat de Société des Nations) et moins de 0,5 % pour l'union avec la France. Au vu des résultats, le scrutin est aussi appelé « plébiscite de la Sarre ».

## Contexte
À la fin de la Première Guerre mondiale, le traité de Versailles détache le territoire de la Sarre de l'Allemagne et le place sous mandat administratif de la Société des Nations. En compensation des destructions subies pendant la guerre par les bassins houillers du Nord, la France obtient la propriété de plein droit des mines de charbon de la Sarre (art. 45). Le mandat de la SdN expirant au bout de 15 ans, il est prévu de fixer à cette échéance le statut définitif du territoire par voie de référendum.

## Campagne
La majorité des habitants, largement germanophones, souhaitaient depuis toujours le rattachement à l'Allemagne. À l'approche du référendum, le gouvernement nazi ne ménagea pas ses efforts de propagande, présentant la consultation comme une alternative entre le retour à l'Allemagne ou le maintien d'un chômage massif. Les partis de gauche (social-démocrate et communiste) pouvaient se bercer d'un vote anti-nazi. Quant aux autorités religieuses dans cet État majoritairement catholique, elles prônèrent un retour à l'Allemagne.
La thèse précédente doit être modérée par celle de Guenter Lewy. Selon lui, le statu quo avait des chances de l'emporter si l’épiscopat catholique allemand, mis sous pression par le pouvoir nazi, était resté neutre. Or deux éléments jouèrent un rôle important : le fait que la Sarre soit restée rattachée aux évêchés allemands de Trèves et Spire et le fait que l'épiscopat allemand voyait son influence réduite fortement du fait du concordat de 1933, puisque la presse catholique et les mouvements d'action catholiques étaient en train de passer aux mains du pouvoir national-socialiste. Par ailleurs, la question sarroise fut abordée entre Rome (via le cardinal Pacelli et Mgr Kaas) et le gouvernement national-socialiste. Le résultat fut que les deux évêques intervinrent, y compris par voie de presse, sur le clergé de la Sarre, partagé sur le rattachement, afin qu'il soit unanime donc en phase avec la propagande nazie.

## Résultats
| Option                       | Voix    | %     |
| ---------------------------- | ------- | ----- |
| Unification avec l'Allemagne | 477 089 | 90,73 |
| Statu quo                    | 46 613  | 8,87  |
| Unification avec la France   | 2 124   | 0,40  |
| Invalide/blanc               | 2 161   | –     |
| Total                        | 527 987 | 100   |
| Votants                      | 539 542 | 97,99 |
| Source : Direct Democracy    |         |       |

## Suites et conséquences
Le résultat est un triomphe pour Hitler et renforce sa position. 
Après le référendum, la Sarre est réunifiée avec l'Allemagne le 1er mars 1935, Josef Bürckel devenant commissaire du Reich. En 1936, elle est incorporée dans le Gau du Palatinat rebaptisé Gau Westmark.
Environ 6 000 personnes dont un peu moins de 50% de juifs quittèrent le land.